# Myślęcin (województwo warmińsko-mazurskie)
Myślęcin – wieś w Polsce położona w województwie warmińsko-mazurskim, w powiecie elbląskim, w gminie Elbląg. Leży na południowym skraju Wysoczyzny Elbląskiej.
Wieś okręgu sędziego ziemskiego Elbląga w XVII i XVIII wieku. W latach 1975–1998 miejscowość administracyjnie należała do województwa elbląskiego.
We wsi dom podcieniowy z przełomu XVIII i XIX w. wsparty na pięciu słupach.